# Limnopolar Lake
Der Limnopolar Lake ist ein kleiner See auf der Byers-Halbinsel der Livingston-Insel, der zweitgrößten der Südlichen Shetlandinseln.
Der runde See von etwa 130 Metern Durchmesser liegt 875 m südwestlich des Usnea Plug auf etwa 80 m Meereshöhe und ist im antarktischen Hochsommer maximal 5 Meter tief. Sein Boden ist mit aquatischen Moosen bedeckt.
Ein vom Somero Pond kommender Bach erreicht den See im Südwesten und verlässt ihn im Nordosten wieder, wo er sich bald nach Westen in Richtung Osogovo Bay wendet.
Spanische Wissenschaftler benannten ihn nach dem limnologischen Forschungsprojekt Limnopolar, in dessen Rahmen er untersucht wurde. Der Name wurde schon in zahlreichen wissenschaftlichen Veröffentlichungen verwendet, bevor er 2013 dem Wissenschaftlichen Ausschuss für Antarktisforschung (Scientific Committee on Antarctic Research, SCAR) gemeldet wurde.